# Louise Gaillard (enseignante)
Pour les articles homonymes, voir Louise Gaillard (homonymie) et Gaillard.
Louise Joly (1886-1974), épouse Gaillard, est professeure puis directrice d'Écoles normales d'institutrices, elle devient également militante pédagogique et conférencière. Elle fait partie des premières femmes maires de France. Un an après le droit de vote accordé aux femmes, elle est la première femme maire de Saint-Cyr-sur-Loire (Indre-et-Loire) en mai 1945, elle est réélue en mai 1947 pour un mandat de 6 ans, jusqu'en en mai 1953. Elle laisse son nom à une rue d'un quartier pavillonnaire de Saint-Cyr-sur-Loire en 1986 ainsi qu'à une salle de l'ancienne mairie de cette même commune en 2022.

## Biographie

### Jeunes années
Louise Suzanne Joly est née à Douai (Nord) le 3 mars 1886 et décède le 14 août 1974 à Evreux (Eure). Elle est la fille naturelle de Louise Joly, employée de commerce à Lille.

### Scolarité et études
Scolarisée à Hautmont (Nord), elle intègre en 1901 l’École normale d’institutrices de Douai.
Louise épouse Antoine Gaillard, professeur d'Anglais, le 12 septembre 1912 à Evreux, ils ont 3 garçons; Louis, Jacques et Jean, nés respectivement en 1918, 1919 et 1922.
Enseignante puis directrice à l'Ecole Normale des Instituteurs d'Épinal de 1913 à 1919 puis ultérieurement à celle de Tours (Indre-et-Loire) en 1931. Pendant 10 ans, elle assure la formation professionnelle des élèves-maîtresses du département d'Indre-et-Loire. Elle est également militante pédagogique.
En 1941, la famille habite une maison à Saint-Cyr-sur-Loire.

## Carrière/Vie professionnelle

### Carrière d'enseignante
En 1904-1905, elle est institutrice à Jeumont (Nord), puis admise en quatrième année de l’École normale d’institutrices de Nancy (Meurthe-et-Moselle) en 1906-1907. Brillante étudiante, elle prépare le concours d’entrée à l’École normale supérieure (lettres) de Fontenay-aux-Roses, qu’elle réussit en 1907.
A l'âge de 20 ans, Louise entre à l'École normale supérieure (lettres) de Fontenay-aux-Roses et un an plus tard réussit brillamment son diplôme en 1907. Du 1er octobre 1907 au 30 septembre 1910, Louise est professeur élève à l'École normale supérieure de Fontenay-aux-Roses.
Nommée professeur à l'École normale d’institutrices d'Evreux en 1910, elle y enseigne durant 3 ans. Nommée professeure à l’École normale d’institutrices d’Evreux (Eure) en 1910, elle est mutée à Épinal (Vosges) en 1913 où elle est nommée directrice. En 1913, à 27 ans, elle est mutée à Épinal dans les Vosges. Deux ans plus tard, durant la seconde guerre mondiale, entre 1915 et 1917, à la fois infirmière et institutrice, elle enseigne dans une salle d'hôpital pour cause de locaux réquisitionnés et de son mari prisonnier.
En 1919, Louise Gaillard devient directrice de son École normale, spécialisée dans l'étude de la petite enfance, elle sollicite une inspection des écoles maternelles mais essuie un refus ministériel. Le 15 juillet 1931 elle est nommée à nouveau directrice, mais cette fois-ci à l'École normale des institutrices de Tours. Elle enseigne la pédagogie et la psychologie pour lesquelles elle portent un intérêt majeur. Lors de sa nomination au grade de chevalier de la Légion d'Honneur, « ses anciennes élèves apprécient ses éminentes qualités d'esprit et de cœur et se réjouissent particulièrement de cette distinction bien méritée ».

### Implication dans le militantisme pédagogique
Ainsi, en mars 1932, elle participe à la conférence du Congrès National de la Nouvelle éducation à Tours, soutenu par les syndicats d'instituteurs, les organisations laïques et la municipalité. L'objectif de ce mouvement pionnier porte sur l'évolution de l'éducation en milieu scolaire. Sur le thème "l'introduction de la méthode active à l'Ecole traditionnelle" et en tant que militante pédagogique, elle désapprouve l'enseignement doctoral traditionnel autoritaire où l'enfant a besoin d'être sans cesse recadré. Louise défend l'enseignement "intuitif" orienté vers l'écolier capable d'initiatives et en mesure d'évoluer naturellement dans un cadre d'hygiène mentale en lien avec des outils pédagogiques de plein air avant même l'acquisition des savoirs. Selon elle, "l'école repose sur 3 exigences : celle des parents qui souhaitent armer leur enfant pour la vie, celle de la société qui impose des socles moraux, littéraires et scientifiques et en dernier, celle de l'enfant", elle plaide donc pour les appétences de ce dernier. Cette compétence nouvelle orientée vers les besoins de l'élève se conceptualise dans l'entre-deux-guerres, toutefois, elle n'est pas officialisée par les directives administratives. Cette suggestion innovante de Louise Gaillard en termes d'éducation remporte un franc succès auprès des parents, enseignants et acteurs.
Durant la période du Front populaire (mai 1936 - avril 1938), Louise, avec son esprit socialiste et féministe, prône à ses élèves d’adhérer à l’Autonome de solidarité au moment de leur nomination.
En mai-juin 1940, Louise Gaillard organise, avec ses élèves et les militaires du service de santé, les secours aux réfugiés transitant par la gare de Tours.
Mise à la retraite en octobre 1941 en application de la loi du 11 octobre 1940 sur le statut féminin, elle demande l’annulation de cette mesure et, dans sa lettre au ministre, elle indique : «Par un sentiment d’honneur professionnel, il me serait dur d’avoir été et de rester, dans la vie de l’école de Tours, la directrice de la débâcle, alors qu’en 1919, j’ai commencé ma carrière en réinstallant l’École normale d’Épinal profondément désorganisée par l’autre guerre». Après arrêté ministériel, elle réintègre ses fonctions le 18 avril 1945 et assure des missions d’inspection primaire jusqu’à sa retraite en 1947.

### Mandats politiques
Première femme, élue maire de Saint-Cyr-sur-Loire en 1945 aux élections municipales des 29 avril et 13 mai 1945 puis à nouveau en 1947, jusqu'en 1953,.

## Prix et distinctions
Nommée au grade de chevalier de la Légion d'Honneur dans la promotion de l'Education nationale.

## Hommages
Douze ans après près son inhumation au cimetière de Saint-Cyr-sur-Loire, son nom est donné à une rue de cette commune.
En 2022, les élus de la ville de Saint-Cyr-sur-Loire choisissent le nom de Louise Gaillard pour une des salles de l'ancienne mairie.